# Albarracinia
Albarracinia is een geslacht van rechtvleugeligen uit de familie sabelsprinkhanen (Tettigoniidae). De wetenschappelijke naam van dit geslacht is voor het eerst geldig gepubliceerd in 2012 door Barat.

## Soorten
Het geslacht Albarracinia  is monotypisch en omvat slechts de volgende soort:
- Albarracinia zapaterii (Bolívar, 1877)